# C/1983 O1 (Cernis)
Pour les articles homonymes, voir Černis.
C/1983 O1 (Cernis) est une comète hyperbolique du système solaire.
Cette comète était très active, à plus 20 unités astronomiques du Soleil.